# Matt Scott
Matthew Scott (nacido en Dunfermline el 30 de septiembre de 1990) es un jugador de rugby británico, que juega de apertura o de centro para la selección de rugby de Escocia y, actualmente (2015) para Edinburgh de la GuinnessPro12.
Su debut con la selección nacional de Escocia se produjo en un partido contra Irlanda en Lansdowne Road el 10 de marzo de 2012.
Seleccionado por Escocia para la Copa Mundial de Rugby de 2015, en el partido contra  Estados Unidos, que terminó con victoria escocesa 39-16, Weir logró un ensayo.